# Spoorlijn Blankenburg - Tanne
De spoorlijn Blankenburg (Harz) - Tanne ook wel Rübelandbahn genoemd is een Duitse spoorlijn als spoorlijn 6867 tussen Blankenburg (Harz) en Michaelstein en als spoorlijn 6864 tussen Michaelstein en Königshütte onder beheer van DB Netze.

## Geschiedenis
Het traject werd door de Halberstadt-Blankenburger Eisenbahn (HBE) tussen 1880 en 1886 geopend. Het traject tussen Königshütte en Tanne werd in vanaf 1968 gesloten en het traject tussen Elbingerode en Königshütte werd in 2000 gesloten.

## Treindiensten

### DB
De Deutsche Bahn verzorgde tussen 2000 en 10 december 2005 het personenvervoer op dit traject met RB treinen.

### HVLE
Sinds 1 april 2005 wordt het vervoer van kalk verzorgd door de Havelländische Eisenbahn AG (HVLE).

## Aansluitingen
In de volgende plaatsen was of is er een aansluiting van de volgende spoorwegmaatschappijen:

### Blankenburg (Harz)
- Halberstadt - Blankenburg, spoorlijn tussen Halberstadt en Blankenburg

### Drei Annen Hohne
- Nordhausen - Wernigerode, spoorlijn (1000 mm) van de Harzquerbahn tussen Nordhausen en Wernigerode

### Tanne
- Walkenried - Tanne, spoorlijn (1000 mm) van de Südharz-Eisenbahn-Gesellschaft (SHE) tussen Walkenried en Tanne

## Tandstaaf
Het traject tussen Blankenburg en Tanne was op een aantal plaatsen voorzien van een tandstaaf van het tandradsysteem Abt uitgevoerd met 3 lamellen. Deze tandstaaf werd in 1920 opgebroken.

## Elektrische tractie
In 1962 werd het traject tussen Hennigsdorf en rangeerstation Wustermark aan de Berliner Außenring door de Deutsche Reichsbahn (DR) geëlektrificeerd met een spanning van 25.000 volt 50 Hz wisselstroom. Op dit traject werden locomotieven van de Baureihe DR serie E 251 gebouwd door LEW uitgebreid beproefd. De locomotieven werden sinds 1965 tot en met 1996 op de Rübelandbahn ingezet. De bovenleiding werd in 1973 gedemonteerd.
Dit traject werd door de Deutsche Reichsbahn (DR) tussen 1960 en 1965 geëlektrificeerd met een spanning van 25.000 volt 50 Hz wisselstroom. Dit traject werd een voorbeeld voor eventuele export mogelijkheden.

## Foto's

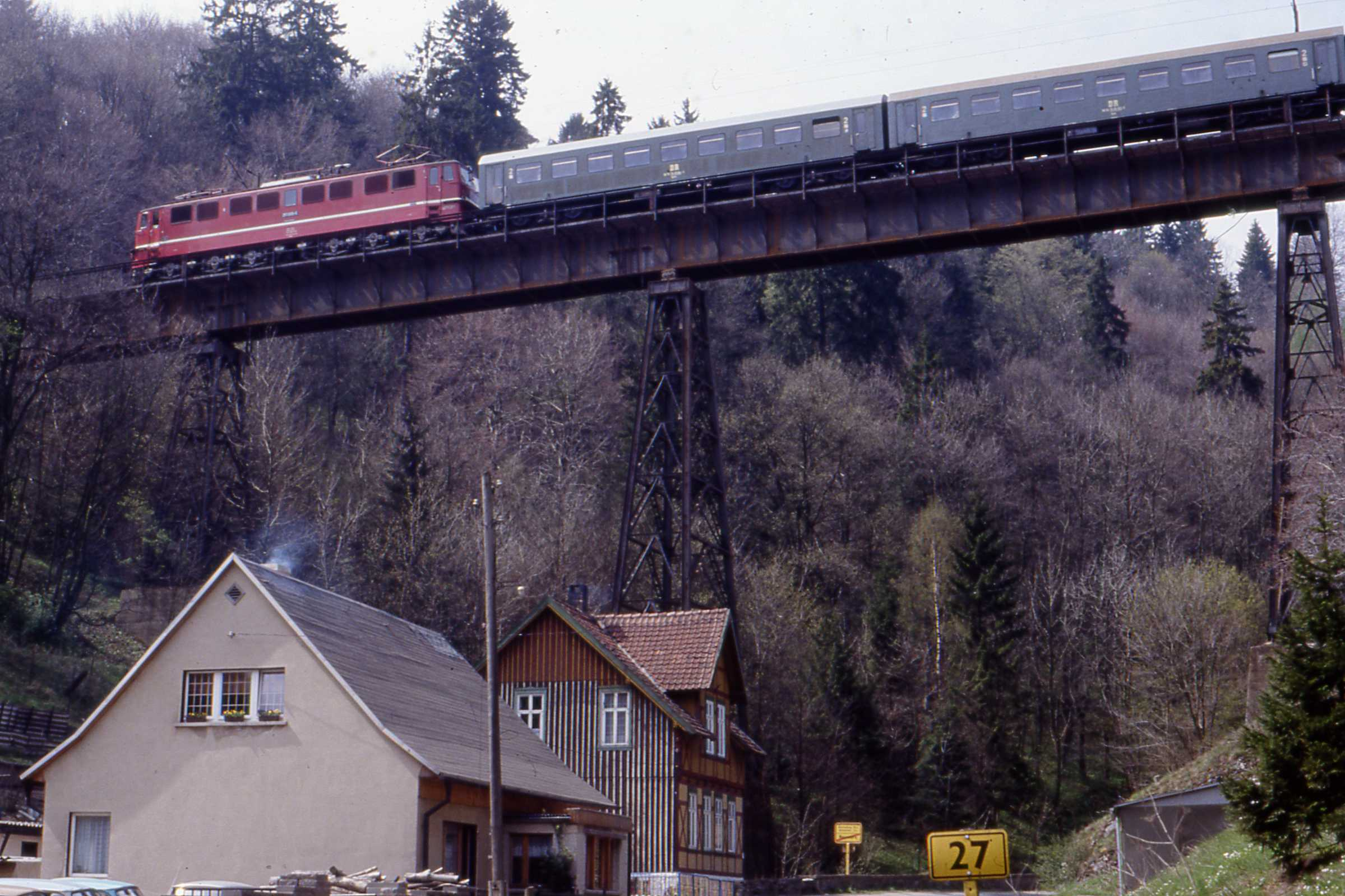
Het Krocksteinviadukt in de Rübelandbahn
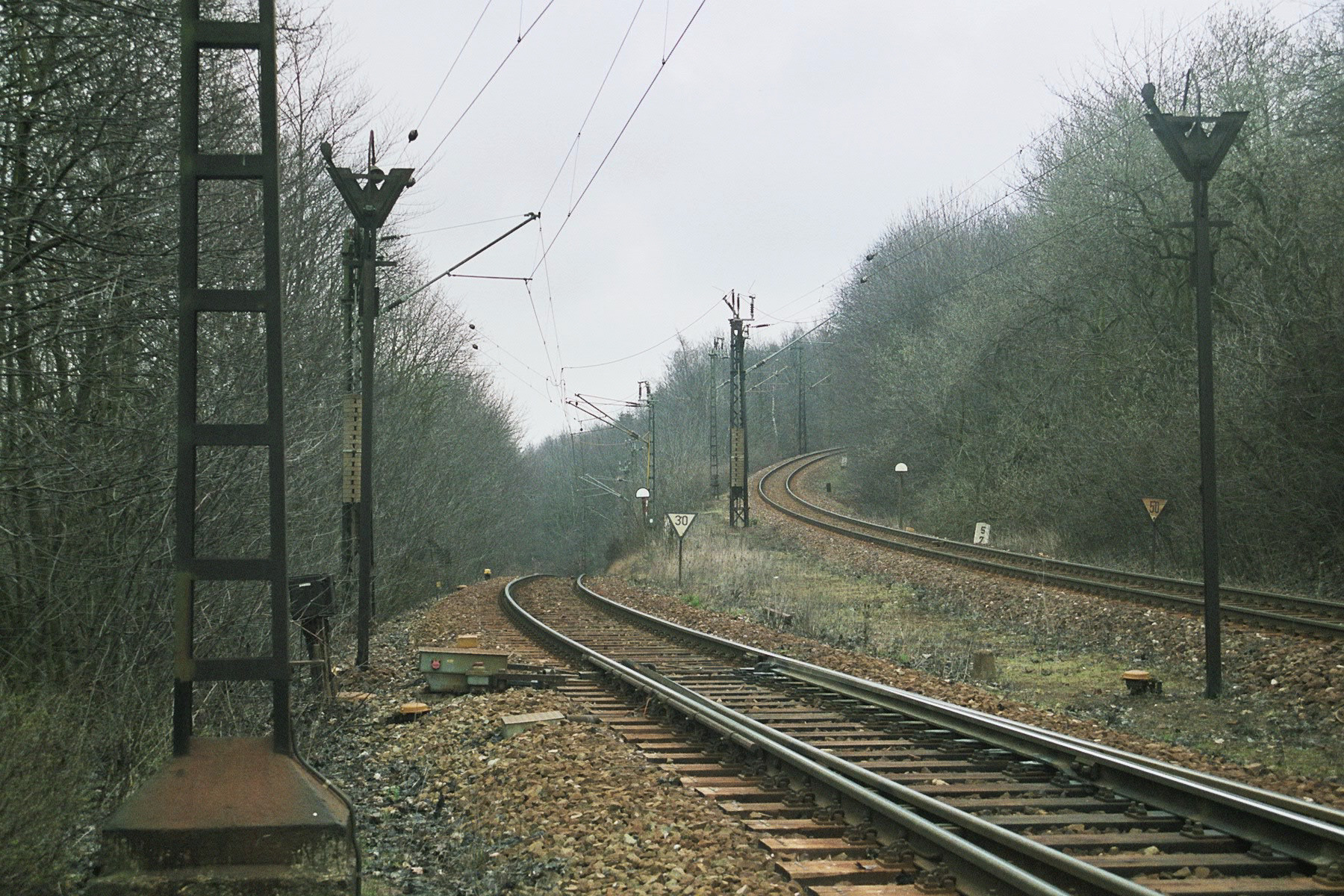
De twee sporen bij station Michaelstein
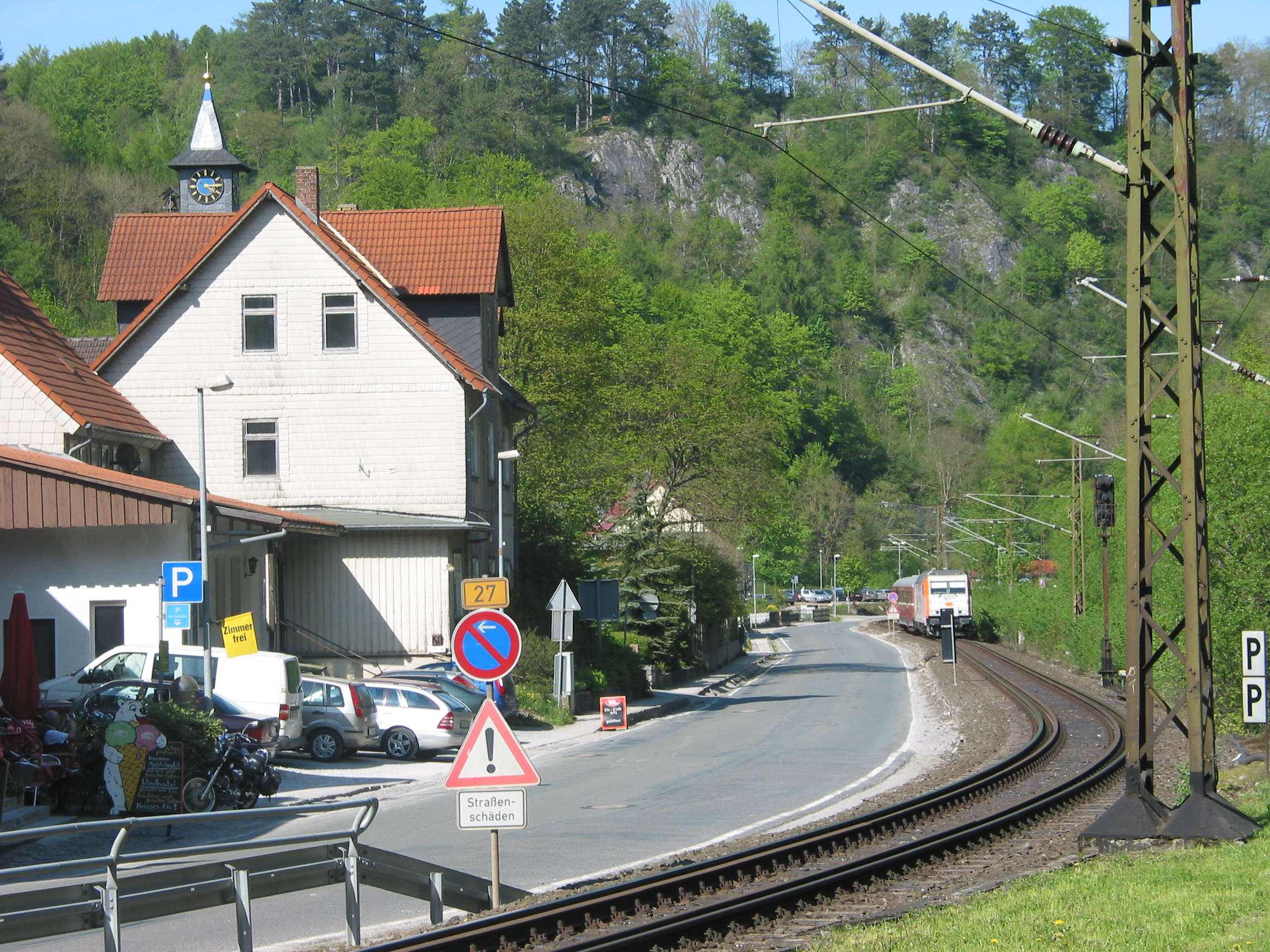
De Rübelandbahn in het plaatsje Rübeland met HVLE 285 001